# لیروم
شهر لیروم (به سوئدی: Lerum) در بخش لیروم در کشور سوئد واقع شده‌است. جمعیت این شهر ۱۱۳۱٫۵۵ نفر است.